# RWM Italia S.p.A.
RWM Italia S.p.A. é uma empresa do ramo bélico subsidiária da Rheinmetall alemão com sede em Ghedi no norte da Itália. Suas principais atividades envolvem o desenvolvimento e fabricação de munições de médio e grosso calibre e ogivas na sua fábrica em Domusnovas, na ilha de Sardenha. Os produtos são vendidos para o departamento de defesa e ministérios da Itália, assim como são exportados para nações aliadas.
Bombas italianas, produzidas sob licença do projeto americano da série mark 80, produzidas pela fábrica da RWM na Sardenha foram reportadamente identificadas como sendo as utilizadas em um bombardeio da Força Aérea Real Saudita, mais especificamente uma bomba de propósito geral mark 83. Os bombardeios em questão levantaram críticas à participação da fábrica e da indústria bélica italiana em geral com relação a sua participação indireta no conflito da Guerra Civil Iemenita, onde as armas foram usadas e as exportações para a Arábia Saudita, um país que participa do conflito e com histórico de violações de direitos humanos, opressão de minorias e homossexuais.